# 古叩头虫属
古叩头虫属（学名：Archaeolus）是叩头虫科的一属。

## 下属物种
本属包括以下物种：
- 僵古叩头虫 Archaeolus funestus Linnaeus, 1986